# Хьюм, Дэниел Данглас
Дэниел Данглас Хьюм (англ. Daniel Dunglas Home, род. 20 марта 1833 года — умер 21 июня 1886 года) — шотландский медиум-спиритуалист, прославившийся феноменальными способностями к ясновидению, левитации и демонстрации других проявлений так называемого «психического феномена». В числе близких знакомых и почитателей Хьюма были европейские монархи и члены их семей: император Наполеон III, императрица Евгения, российский император Александр II (способствовавший заключению обоих браков медиума), германский кайзер Вильгельм I, правители Баварии и Вюртемберга.
Сэр А. Конан Дойль, присутствовавший на нескольких сеансах Хьюма и впоследствии составивший его краткое жизнеописание («История спиритуализма», Глава 9), отмечал, что тот был практически единственным, кто владел четырьмя разновидностями медиумизма: «прямым голосом» (способностью позволять «духам» говорить собственными голосами), «трансовой речью» (когда «дух» говорит голосом медиума), ясновидением и «физическим медиумизмом» (телекинез, левитация и т. п.), причём в последнем не имел себе равных.
Хьюм, сам приглашавший на свои сеансы независимых наблюдателей (в числе которых были известные учёные: О. Лодж, У. Крукс, У. Баррет, Ч. Ломброзо) ни разу не был уличён в мошенничестве и приобрёл репутацию «величайшего физического медиума всех времен».

## Биография
Отец Дэниела, Уильям Хьюм, был незаконнорождённым сыном Александра Реми-Хьюма (1769—1841), десятого графа Хьюма (англ. Alexander Ramey-Home, 10th Earl of Home, праправнуком которого был 14-й граф Хьюм — британский премьер Алек Дуглас-Хьюм). Мать Элизабет Макнил происходила из семьи потомственных экстрасенсов; известно, что способностями к ясновидению обладала она сама, её дядя мистер Маккензи и отец последнего Колин Урукхарт. В Шотландии дар «второго зрения» считался фамильным проклятием, что доставляло предкам Элизабет массу проблем.
Чета Хьюмов нашла себе работу на местной мельнице и вела, судя по воспоминаниям соседей, безрадостную жизнь. Последние вспоминали об Уильяме Хьюме как о человеке «мрачном, угрюмом и озлобленном», склонном к чрезмерному употреблению алкоголя и насилию по отношению к супруге. 
У Хьюмов было восемь детей: шесть сыновей и две дочери, о которых известно немного. Старший сын Джон работал в Балерно, впоследствии он стал управляющим на мельнице в Филадельфии. Дочь Мэри утонула в двенадцатилетнем возрасте в реке, Адам погиб на море, по пути в Гренландию (Дэниела в тот день посетило видение; подтверждение о гибели брата пришло пять месяцев спустя).

### Детство и отрочество
Дэниел Хьюм, третий сын Элизабет и Уильяма Хьюмов, родился в шотландском селении Карри в шести милях от Эдинбурга 20 марта 1833 года и был крещён три недели спустя преподобным Сомервиллем. Годовалым ребёнком его отдали на воспитание тётушке, бездетной Мэри Кук, которая жила с мужем в прибрежном городке Портобелло в 5 километрах от Эдинбурга.
В конце 1830-х годов Хьюм, теперь — приёмный сын четы Кук, — переехал в Соединённые Штаты: из Нью-Йорка семья перебралась в Гринвилл, неподалёку от Нориджа (штат Коннектикут). Здесь он поступил в школу, где избегал спортивных мероприятий, предпочитая (по собственным воспоминаниям) прогулки в местных лесах со школьным другом по имени Эдвин. Мальчики читали друг другу Библию, пересказывали литературные истории и заключили своего рода договор о том, что тот из них, кто умрет первым, попытается с того света наладить контакт с тем, кто останется в живых. Вскоре Хьюм с тётей уехал из Гринвилла в Трою (штат Нью-Йорк) и потерял связь с Эдвином. Месяц спустя он вдруг увидел светящуюся фигуру Эдвина у подножия своей кровати. Фигура описала рукой три круга в воздухе и исчезла. Несколько дней спустя пришло письмо, в котором сообщалось, что Эдвин умер от тяжёлой формы дизентерии, за три дня до того, как Хьюму явилось видение.
Несколько лет спустя Хьюм с тётушкой вернулись в Гринвилл. В двадцати километрах оттуда (в Уотерфорде, штат Коннектикут) поселилась и Элизабет Хьюм, переехавшая сюда из Шотландии с мужем и детьми. Но воссоединение Дэниела с матерью было недолгим, и оба знали об этом, поскольку та предсказала собственную смерть ещё в 1850 году. В тот вечер Дэниел, который болел и лежал в постели стал вдруг кричать и звать на помощь. Прибежавшая к нему тётя застала мальчика в слезах. Он утверждал, что его мать умерла, о чём только что сама сообщила ему, словами: «Дэн, в 12 часов». Очень скоро и факт, и время смерти Элизабет Хьюм, были подтверждены.
После смерти матери Дэниел Хьюм стал очень религиозен. Но если Мэри Кук принадлежала к пресвитерианской церкви (по учению которой судьба человека на земле предрешена), её племянник избрал в качестве ориентира учение Уэсли, согласно которому каждый человек — хозяин своей судьбы и вопрос о спасении души способен решить самостоятельно. Между Мэри и Дэниелом начались конфликты на религиозной почве, слегка затихшие лишь после того, как он по её настоянию перешёл в лоно конгрегационализма. Примерно в то же время в доме Куков стали наблюдаться странности, сходные с тем, что происходило в доме Фоксов в Гайдсвилле. Чтобы прекратить необъяснимый шум (проявлявшийся в форме стуков и щелчков), в дом то и дело вызывались священники разных вероисповеданий. Все они были единодушны: юный Хьюм страдает одержимостью. После того, как в доме стал сам по себе двигаться стол (что не останавливала даже положенная на него Библия), а на шум стали реагировать соседи, Мэри Кук предложила племяннику покинуть дом.

### Известность в США
Восемнадцатилетний Хьюм нашёл себе приют в доме приятеля в Уиллимантике (штат Коннектикут). Свой первый сеанс он провёл в марте 1851 года, о чём написала хартфордская газета, главный редактор которой, У. Р. Хайден, не только присутствовал на демонстрации, но и сам, как утверждал, тщетно пытался остановить стол, который «двигался сам по себе». Вскоре Хьюм приобрёл известность в США и стал разъезжать по стране, «врачуя страждущих и общаясь с душами усопших» и утверждая, что выполняет «миссию …продемонстрировать бессмертие человека».
В 1852, Хьюм остановился в доме Руфуса Элмера в Спрингфилде (штат Массачусетс). Здесь он проводил по 6 — 7 сеансов в день перед многочисленными гостями, в числе которых были профессор Гарвардского университета Дэвид Уэллс и главный редактор нью-йоркской газеты «Ивнинг Пост», поэт Уильям Каллен Брайант. Ни у кого из свидетелей этих демонстраций не осталось сомнений в реальности происходившего, о чём некоторые из них заявили в коллективном письме газете «Спрингфилд Рипабликан», где упоминалось о столе, который двигался несмотря на то, что на него сели пятеро мужчин плотного телосложения (общим весом в 850 фунтов), а также о фосфоресцентном свечении, исходившем от стен.
За изучение феномена Хьюма взялись учёные, в частности, профессор Роберт Хэйр, а также общественные деятели (Джон Уорт Эдмондс из американского Верховного суда). Все они, приступая к наблюдениям со скептицизмом, впоследствии заявляли о своей убеждённости в честности медиума. Звёздный час Хьюма пробил в августе 1852 года в Южном Манчестере (штат Коннектикут) в доме Уорда Чейни (Ward Cheney), известного здесь производителя молочной продукции. На глазах у нескольких наблюдателей Хьюм дважды продемонстрировал акт левитации, взмыв к потолку.
Способностями Хьюма заинтересовались в Нью-Йорке, и он переехал на квартиру в Брайант-парке на 42-й улице. Главным его критиком здесь стал известный писатель Уильям Мейкпис Теккерей, называвший ажиотаж, связанный со спиритическими демонстрациями «скучным и глупым суеверием», но даже на него произвел впечатление вид движущегося без постороннего воздействия стола. Это, впрочем, не помешало писателю продолжать публично порицать публику, которая «верит в чудеса спиритизма».
Проехав Хартфорд, Спрингфилд и Бостон, Хьюм в 1853 году поселился в Ньюберге на берегу Гудзона. Здесь он стал завсегдатаем Теологического института (хоть и не принимал участия в религиозных дебатах) и взялся за изучение медицины, обретя спонсора в лице некоего доктора Халла. Хьюм не желал зарабатывать на жизнь сеансами и надеялся, что сможет стать профессиональным медиком, а медиумизмом заниматься в свободное от работы время. В 1854 году он, однако, вынужден был прекратить занятия по состоянию здоровья. Врачи нашли у него туберкулёз и порекомендовали лечиться в Европе. Проведя свой последний американский сеанс в марте 1855 года в Хартфорде (штат Коннектикут), Хьюм прибыл в Бостон и отсюда на пароходе «Африка» отплыл в Англию.

### Жизнь в Англии
9 апреля 1855 года Хьюм высадился в Ливерпуле, а вскоре переехал в Лондон. Здесь он уже представлялся всем как Дэниел Данглас, добавив второе имя в честь фамильного особняка Хьюмов. В Лондоне он познакомился с Уильямом Коксом, владельцем большого отеля на Джермин-стрит, и тот под впечатлением увиденного на сеансах поселил в одном из номеров без оплаты. Один из постояльцев, политик-реформатор Роберт Дэйл Оуэн, также поразившийся способностям Хьюма, представил того знакомым своего круга. Очевидцы описывали его как человека «высокого и худощавого, с голубыми глазами и золотисто-каштановыми волосами, щегольски одетого, но при этом с явно туберкулёзной внешностью».
Несмотря на истощённость, Хьюм проводил многочисленные дневные сеансы, на которых, в частности, демонстрировал телекинез. В числе присутствующих были учёный сэр Дэвид Брюстер, романисты сэр Бульвер-Литтон и А. Троллоп, а также доктор-психиатр Джеймс Джон Гарт-Уилкинсон, состоявший в обществе последователей Сведенборга. Все они наблюдали демонстрировавшиеся Хьюмом явления при ярком дневном свете. Сообщают, что Брустер в удивлении заявил: «Это ставит под сомнение все достижения научной мысли последних пятидесяти лет». В письме к сестре он описал всё увиденное. Это письмо опубликовали спустя много лет в книге его дочери — миссис Гордон. Брустер писал:

Мы вчетвером, — уселись вокруг стола скромных размеров, с конструкцией которого нам было предложено ознакомиться. Через некоторое время стол пришёл в движение и по нашим рукам прошла дрожь; по нашему желанию это движение прекращалось и возобновлялось. В разных частях стола раздавались стуки неясной природы, а когда все убрали руки со стола, он в буквальном смысле слова поднялся в воздух. Был принесён стол больших размеров, аналогичные движения произошли и с ним. На пол положили маленький колокольчик, его язычок лежал на ковре. Полежав немного, колокольчик вдруг зазвенел, хотя никто до него не дотрагивался… ….Таковы были первые опыты. Мы не могли объяснить их, не могли также представить, с помощью какого механизма можно сделать всё это.— Д. Брюстер.
Лорд Данрэйвен утверждал, что именно рассказ Брустера заставил его обратиться к изучению этих явлений, убеждая его, что какой бы то ни было обман полностью исключался, и никакими известными физическими законами происходившее на сеансах объяснить невозможно. Однако, когда Хьюм послал отчёт о проведённых демонстрациях своему другу в Америку, где тот был опубликован, Брустер встревожился за свою репутацию в научных кругах. В газете «Морнинг эдвертайзер» он написал нечто вроде опровержения, в котором заметил, что хотя и являлся свидетелем некоторых механических явлений, которые не смог объяснить, но «совершенно убеждён, что их осуществление под силу рукам или ногам человека». Несколько лет спустя, когда его письмо сестре увидело свет, «Спектейтор» следующим образом прокомментировал поведение сэра Дэвида Брустера: «Доподлинно известно, что на сеансах мистера Хьюма и сразу после них он выражал изумление и даже благоговение, от чего впоследствии хотел откреститься. Герой науки, вопреки ожиданиям, проявил себя совсем не так, как можно было бы от него ожидать».

### Европейские гастроли
В течение последующих нескольких лет Хьюм постоянно гастролировал по Европе, приобретая себе новых состоятельных покровителей. В Париже он дал сеанс перед Наполеоном Третьим, в Гааге — перед Королевой Софией, которая записала:

Я встречалась с ним четырежды. Я чувствовала прикосновение невидимой руки к моему пальцу. Видела, как тяжёлое золотое кольцо перемещается от одного человека к другому. Мой платок сам по себе отлетел от меня, а вернулся уже завязанный узлом… Сам он — бледный, привлекательный молодой человек болезненного вида, во внешности которого нет ничего, что могло бы очаровать или испугать. Это замечательно. Я так рада, что познакомилась с ним.Оригинальный текст (англ.)I saw him four times…I felt a hand tipping my finger; I saw a heavy golden bell moving alone from one person to another; I saw my handkerchief move alone and return to me with a knot… He himself is a pale, sickly, rather handsome young man but without a look or anything which would
either fascinate or frighten you. It is wonderful. I am so glad I have seen it…— 
Огромный успех имели сеансы Хьюма в России, организованные А. Н. Аксаковым и А. М. Бутлеровым, участие в которых приняли члены царской семьи и сам Александр II. При его посредничестве был устроен первый брак британского медиума: летом 1858 г. в Полюстрово он сыграл свадьбу с Александрой Кроль, семнадцатилетней сестрой Н. И. Кроля. Шаферами выступали флигель-адъютанты графы Алексей Бобринский и Алексей Толстой. В этом браке родился сын Григорий. В 1862 году Александра умерла от чахотки. В октябре 1871 года Хьюм женился во второй и последний раз — также на русской женщине, Юлии Глумелиной (англ. Julie de Gloumeline), с которой познакомился в Санкт-Петербурге, после чего принял православие.

### Хьюм и его кредо
Сам Хьюм с подозрением относился к медиумам, производившим материализации (способностью к этому сам он не обладал) и настаивавших на относительной темноте, поэтому сам всегда работал в освещённых помещениях. В книге «Свет и тени спиритуализма» (англ. Lights and Shadows of Spiritualism, 1877) он подробно описал трюки, используемые шарлатанами, которые выдают себя за медиумов, при этом он охотно приглашал исследователей на свои сеансы.
Хьюм, который был лично знаком практически со всеми монархами Европы, вел себя необычайно скромно и о своих способностях (в общении с исследователями) отзывался исключительно как о даре, ниспосланном свыше:
Я обладаю некими способностями. Я буду счастлив продемонстрировать их в меру своих сил, если вы отнесётесь ко мне как джентльмен к джентльмену. Я буду рад, если вы сможете в какой-то мере объяснить эти явления, и готов участвовать в любых разумных опытах. Сам я не имею власти над этими силами. Не я использую их, а они — меня. Бывает, они покидают меня на несколько месяцев, потом проявляются вновь с удвоенной силой. Я — не более чем пассивный инструмент.Д. Д. Хьюм
От подавляющего большинства практикующих медиумов Хьюм отличался абсолютным бескорыстием. «Я послан с миссией, цель которой — доказательство бессмертия. Я никогда не брал за это денег и никогда не возьму», — заявил он, когда Французское общество спиритических исследований предложило ему за один сеанс в Париже две тысячи фунтов. Хьюм считал себя миссионером, и своё понимание собственного предназначения сформулировал в лекции, прочитанной в помещении Уиллис-Румз в Лондоне 15 февраля 1866 года: «Я всем сердцем верю, что эта сила крепнет день ото дня, чтобы приобщить нас к Богу. Вы спросите, делает ли она нас чище? Могу только сказать, что мы всего лишь смертные, а значит, нам свойственно ошибаться. Однако тот, кто чист в сердце своём, тот узрит Бога. Она учит нас, что Он есть любовь и что смерти не существует».

### Общественная реакция
Конан Дойль отмечал, что (как можно было судить по воспоминаниям его вдовы) «самую сердечную поддержку и признание он получил в среде аристократов Франции и России… Нигде не найти столько восхищения и даже преклонения, как в их письмах, адресованных ему». В Англии ему оказывал поддержку узкий кружок преданных людей, в основном, представители аристократии и научных кругов (профессор Крукс). Многим из тех, кто в частном порядке восхищался Хьюмом, не хватало смелости подтвердить это публично: в числе таковых были лорд Бругем и писатель Бульвер-Литтон. Сэр Дэвид Брустер сначала выразил свой восторг сеансами Хьюма, а затем, поддавшись панике, отрёкся от своих слов, не зная, что они вскоре будут опубликованы. Члены Королевского общества отказались принять приглашение Крукса и пронаблюдать за Хьюмом в домашней лаборатории химика. Поэт Роберт Браунинг высмеял медиума в стихотворении «Sludge the Medium» (1864). На этой почве у него произошёл серьёзный конфликт с женой, также поэтессой Элизабет Барретт-Браунинг, которая, напротив, была убеждена в истинности феноменов, демонстрировавшихся Хьюмом.
Резко отрицательно отнеслось к феномену Хьюма духовенство. Когда в 1872 году в «Таймс» началась публикация полного отчёта о сеансах в Санкт-Петербурге, его пришлось урезать, и сделано это было, по словам редактора Х. Т. Хэмфриса, «ввиду недвусмысленных указаний со стороны руководства Англиканской церкви». «Суждение его современников подобно суждению глухого слепца, оспаривающего слова человека, способного видеть и слышать», — писала в своих мемуарах вдова Хьюм. А. Конан Дойль в «Истории спиритуализма» перечислил имена десятков людей, «…чьи публичные выступления или письма, адресованные Хоуму, доказывают, что они были убеждены не только в исключительности демонстрированных им явлений, но и в их духовном происхождении».
Много лет спустя, уже в XX веке к числу «разоблачителей» Хьюма добавился Джеймс Рэнди (фокусник и разоблачитель мошенников, выдающих себя за экстрасенсов), который утверждал, что будто бы в коллекции Общества психических исследований хранился однооктавный губной органчик, которыми Хьюм якобы издавал звуки. Однако никакого упоминания об этом нет в каталоге предметов коллекции ОПИ, составленном Эриком Дингуоллом, который, не будучи поклонником таланта Хьюма, несомненно внёс бы столь компрометирующий экспонат в каталог.

### Дело «Лайон против Хьюма»
В 1866 году миссис Лайон, состоятельная вдова, усыновила Хьюма, выдав ему 60 000 фунтов стерлингов — как оказалось, в надежде, что таким образом войдет в британский высший свет. Когда надежды её не оправдались, Лайон потребовала свои деньги назад через суд, заявив, что утратила их «под воздействием духовного влияния». Миссис Лайон получила назад свои деньги, пресса обрушилась на Хьюма с нападками, но знакомые аристократы остались в убеждении, что тот вёл себя в ходе разбирательства безупречно, как истинный джентльмен, и Хьюм не потерял ни одного из своих влиятельных друзей. При этом все они соглашались в том, что судья решил дело в пользу Лайон не по закону, а руководствуясь своим чисто эмоциональным неприятием рода деятельности Хьюма.

В своей речи на процессе Хоум-Лайон вице-канцлер Гиффард выразил точку зрения сословия, к которому принадлежал. Он ничего не знал о сути спиритуализма, однако был абсолютно уверен в невозможности существования подобных явлений. Вне всякого сомнения, подобное, по слухам, происходит в далёких странах, о таких вещах написано в старинных книгах, однако предполагать, что то же может произойти в старой доброй Англии, в стране банковских котировок и беспошлинного импорта — полный абсурд. Сообщают, что в ходе упомянутого судебного разбирательства лорд Гиффард обратился к адвокату Хьюма и спросил: «Следует ли понимать, что ваш клиент утверждает, будто поднимался в воздух путём левитации?». Адвокат ответил утвердительно, после чего судья обернулся к присяжным с выражением лица, достойным какого-нибудь священнослужителя древности, рвущего на себе одежды в порыве негодования, вызванного чьими-то богохульными речами. В 1868 году мало кто из присяжных был достаточно образован, чтобы усомниться в правоте судьи. — А. Конан Дойль, «История спиритуализма».

### Сеансы с левитацией
Сенсационную славу в Лондоне Хьюму принесли его сеансы с левитацией. Уильям Крукс утверждал, что около 50 раз становился свидетелем того, как тело медиума при хорошем освещении (газовой лампы) поднималось на высоту 6—7 футов от пола. Хьюм поднимался под потолок одной из комнат замка, расположенного вблизи Бордо, в присутствии мадам Дюко, вдовы морского министра, а также графа и графини де Бомон. В 1860 году Роберт Белл опубликовал в журнале «Корнхилл» статью под названием «Удивительнее, чем фантазия» (англ. Stranger than Fiction), в которой писал: «Он оторвался от стула, поднялся на четыре-пять футов над землёй… Мы видели, как его фигура перемещается от одного края окна к другому, ногами вперёд, в горизонтальном положении». Свидетелями явления были Доктор Галли из Малверна, известный врач, и Роберт Чамберс, автор и издатель. Аналогичные свидетельства оставили миссис Милнер-Гибсон, леди Кларенс Паджет, миссис Паркс, леди Дансэйни и другие.
В 1867 году Хьюм познакомился с лордом Адейром (позже — 4-м графом Данрейвеном), который стал вести дневники сеансов, им же организованных. Год спустя Хьюм в присутствии трёх очевидцев (Адейр, капитан Уинн, лорд Линдсей) продемонстрировал сенсационный сеанс левитации, в ходе которого вылетел из окна спальни третьего этажа дома (по адресу Эшли-Хаус, 16) и влетел обратно в распахнутое окно соседней гостиной, пролетев семьдесят футов над улицей, после чего вошёл в спальню в сопровождении лорда Адейра. Последний выразил изумление тем фактом, что Хьюм смог пролететь через окно, которое было лишь частично приоткрыто. «Он попросил меня немного отойти, — записал в дневнике Адейр. — Затем пролетел через имевшийся проём в окне весьма быстро, причём его тело стало как бы деревянным и лежало почти горизонтально. Обратно он влетел ногами вперёд».

### Последние годы
В возрасте 38 лет Хьюм прекратил давать сеансы из-за ухудшения здоровья. Он скоропостижно скончался 21 июня 1886 года и был похоронен на кладбище Сен-Жермен по православному обряду. На надгробии Дэниела Дангласа Хьюма начертано:

Рождённый воодушевлять Жизнь — "иному (даётся) различение духов" (из Библии,  1 Коринфянам 12:10)
Оригинальный текст (англ.)Born to Spirit Life - To another discerning of Spirits